# جماعت اسلامی لبنان
گروه اسلامی (به عربی: الجماعة الإسلامیة‎ Al-Jama'ah Al-Islamiyah) مخفف JI یک حزب سیاسی اسلامگرای سنی در لبنان است. جماعت اسلامیه در سال ۱۹۶۴ به عنوان شاخه لبنانی اخوان المسلمین تأسیس شد. در واقع، توسط اعضای جوان عباد الرحمن (یا پرستندگان رحمان) تأسیس شد. منشأ آن، همان‌طور که نزار حمزه مستند کرده است، به اوج تلاش‌های جمال عبدالناصر برای اتحاد اعراب در اواسط دهه ۱۹۶۰ برمی گردد. از ایده ایجاد یک نظم قانونی در لبنان بر اساس شریعت اسلامی حمایت می‌کند. به عنوان یک شاخه محلی، از دکترین‌های اخوان المسلمین پیروی می‌کند. فتحی یکان پدربزرگ و ایدئولوگ اصلی این گروه بود که یک محقق و واعظ اسلامگرای کهنه‌کار اهل طرابلس است.
رهبر پیشین آن ابراهیم المصری است که به دلیل بیماری جانشین رهبر سابق آن فیصل مولوی شد. این حزب در سال ۲۰۰۹ در انتخابات عمومی لبنان در کنار جنبش آینده در حوزه ۳ بیروت وارد شد. آنها در حال حاضر ۱ کرسی در پارلمان لبنان دارند.

## جناح نظامی
شاخه مسلح گروه اسلامی، نیروهای الفجر، در جریان درگیری‌های مرزی اسرائیل و لبنان در سال ۲۰۲۳، موشک‌هایی را به سمت اسرائیل پرتاب کرد، در چیزی که روزنامه ناسیونال آن را «احیای مجدد… پس از تقریباً ۲۰ سال» نامید. عدم تحرک نسبی." باسم حمود، معاون دفتر سیاسی گروه اسلامی، تصریح کرد که حزب او «همسویی کامل با حزب‌الله ندارد… اما ما از نظر مقاومت در برابر اسرائیل با آنها هستیم.» در ۱۰ مارس ۲۰۲۴، سه نفر از اعضای گروه اسلامی در پی حمله اسرائیل به شهرک آقروب کشته شدند. در ۲۶ آوریل، حمله پهپادهای اسرائیلی به یک خودرو در میدون، دو عضو گروه اسلامی از جمله فرمانده ارشد مصعب خلف را کشت. در ۱۸ ژوئیه ۲۰۲۴، حمله ارتش اسرائیل به یک خودرو در غزه، شرق لبنان، محمد حامد جباره، یکی از فرماندهان گروه اسلامی را که حملاتی را با همکاری حماس طراحی و اجرا می‌کرد، کشت.

## رسانه
در سال ۲۰۰۸، اعضای گروه اسلامی رادیو الفجر را تشکیل دادند که برنامه‌های آموزشی و مذهبی ارائه می‌دهد. به‌طور مساوی بین چند نفر از اعضای حزب به اشتراک گذاشته می‌شود.